# Стенлі Амузі
Стенлі Амузі (англ. Stanley Amuzie; нар. 28 лютого 1996, Лагос) — нігерійський футболіст, захисник клубу «Сампдорія».
Виступав, зокрема, за клуб «Ольяненсі», а також національну збірну Нігерії.

## Клубна кар'єра
Народився 28 лютого 1996 року в місті Лагос. Розпочав виступи на молодіжному рівні у складі клубу «Парма». 2014 року «Сампдорія» вирішила підписати таланавитого нігерійця, але трансфер був зірваний через травму гравця.
У сезоні 2015/16 років, після свого одужання, відправляється на перегляд у «Сампдорію», за його підсумками було підписано контракт, але італійський клуб одразу ж віддав Стенлі в оренду до португальського клубу «Ольяненсі», з яким італійський клуб має партнерські взаємини.
17 лютого 2016 року дебютував у складі «левів» у нічийному (1:1) матчі Сегунда-Ліги проти «Варжима» вийшовши на поле на 66-ій хвилині замість Леонардо Боргеса. А рівно через два місяці став автором переможного (й дебютного у своїй кар'єрі) гола у ворота «Фаренсе». За підсумками сезону зіграв 14 матчів та відзначився 1 голом у Сегунда-Лізі.
29 серпня 2016 року «Сампдорія» оголосила, що подала всі документи для того, щоб заявити гравця на сезон. Стенлі приєднався до першої команди 6 вересня й обрав собі футболку з 3-ім ігровим номером. Відтоді за генуезький клуб не зіграв жодного матчу в національному чемпіонаті.

## Виступи за збірні
2016 року захищав кольори олімпійської збірної Нігерії. У складі цієї команди провів 6 матчів. У складі збірної — учасник футбольного турніру на Олімпійських іграх 2016 року у Ріо-де-Жанейро, на якому команда здобула бронзові олімпійські нагороди. У «втішному фіналі» Нігерія перемогла Гондурас з рахунком 3:2.
25 березня 2016 року дебютував у складі національної збірної Нігерії у матчі кваліфікації Кубку африканських націй 2017 року проти Єгипта. Наразі провів у формі головної команди країни 2 матчі.

## Статистика виступів

### Статистика клубних виступів
| Сезон             | Команда           | Чемпіонат         | Чемпіонат | Чемпіонат | Національний кубок | Національний кубок | Національний кубок | Континентальні кубки | Континентальні кубки | Континентальні кубки | Інші змагання | Інші змагання | Інші змагання | Усього | Усього |
| Сезон             | Команда           | Ліга              | Ігор      | Голів     | Ліга               | Ігор               | Голів              | Ліга                 | Ігор                 | Голів                | Ліга          | Ігор          | Голів         | Ігор   | Голів  |
| ----------------- | ----------------- | ----------------- | --------- | --------- | ------------------ | ------------------ | ------------------ | -------------------- | -------------------- | -------------------- | ------------- | ------------- | ------------- | ------ | ------ |
| 2015/16           | «Ольяненсі»       | CK                | 14        | 1         | КП+КЛ              | 0+0                | 0                  |                      |                      |                      |               |               |               | 14     | 1      |
| 2016/17           | Сампдорія         | A                 | 0         | 0         | КІ                 | 0                  | 0                  | -                    | -                    | -                    | -             | -             | -             | 0      | 0      |
| Усього за кар'єру | Усього за кар'єру | Усього за кар'єру | 14        | 1         |                    | 0                  | 0                  |                      |                      |                      |               |               |               | 14     | 1      |

### Статистика виступів за збірну
| Дата      | Місто       | Господарі | Результат | Гості   | Турнір                                  | Голи | Примітки |
| --------- | ----------- | --------- | --------- | ------- | --------------------------------------- | ---- | -------- |
| 25-3-2016 | Кадуна      | Нігерія   | 1 – 1     | Єгипет  | Відбір до Кубка африканських націй 2017 | -    |          |
| 29-3-2016 | Александрія | Єгипет    | 1 – 0     | Нігерія | Відбір до Кубка африканських націй 2017 | -    | 46'      |
| Усього    |             | Матчів    | 2         |         | Голів                                   | 0    |          |

## Досягнення
- Олімпійські ігри
  -  Бронзовий призер (1): 2016